# 아이자와 사야
아이자와 사야(일본어: 会沢 紗弥 あいざわ さや[*], 1999년 9월 9일 ~ )는 일본의 여성 성우. 사이타마현 출신. 스타더스트 프로모션 소속.